# 霍爾山 (維多利亞地)
77°34′S 162°36′E / 77.567°S 162.600°E
霍爾山（英語：Mount Hall），是南極洲的山峰，位於維多利亞地，處於韋安特山西南面3公里，屬於阿斯加德山脈的一部分，海拔高度1,800米，在1998年由新西蘭地理委員會命名，現時由南極條約體系管理。